# Everybody's Talkin'
«Everybody's Talkin'» es una canción escrita por el compositor Fred Neil en 1966. La versión del tema interpretada por Harry Nilsson, se convirtió en un éxito internacional en 1969, al ser incluida como tema principal de la banda sonora de la película Midnight Cowboy, protagonizada por Jon Voight y Dustin Hoffman. El sencillo alcanzó los primeros puestos en las listas de éxitos norteamericanas, recibiendo un Premio Grammy en la categoría de mejor interpretación vocal pop masculina.

## Historia
El tema fue grabado inicialmente por su compositor, Fred Neil y publicado en su álbum homónimo a comienzos de 1967. Neil compuso la pieza durante las últimas sesiones de grabación del álbum, ansioso por terminar el trabajo lo antes posible y regresar a casa. Tan solo unos meses más tarde, el cantante Harry Nilsson, que andaba a la búsqueda de un sencillo de éxito, escuchó el tema de la mano del productor Rick Jarrard y decidió incluirlo en su álbum, Aerial Ballet, publicado en 1968.
"Everybody's Talkin'" fue lanzado como sencillo en julio de 1968, sin apenas repercusión. Sin embargo, la inclusión del tema en la banda sonora de la película Midnight Cowboy, dirigida por John Schlesinger en 1969, la convirtió en un éxito internacional, siendo reeditado el sencillo, que en esta ocasión llegó al número 6 de la lista Billboard Hot 100.
El disco superó el millón de copias vendidas, y Nilsson recibió un Grammy en la categoría de mejor interpretación vocal pop masculina, convirtiéndose este en el mayor éxito comercial de su carrera, junto con Without you, en 1971. Nilsson fue un compositor prolífico, pero paradójicamente ninguno de los dos temas que le proporcionaron la fama fue escrito por él. Por su parte, Fred Neil, se retiró de la música profesional en 1971, marchándose a vivir a los Cayos de Florida donde pasó el resto de su vida dedicado a la defensa de los delfines, viviendo de la fortuna que le proporcionaron los derechos de autor del tema.
Desde su composición, "Everybody's Talkin'" ha sido versionada por más de 300 artistas, entre los que cabe destacar, Jimmy Buffett, Stevie Wonder, Julio Iglesias, Willie Nelson, Glen Campbell, Neil Diamond, Liza Minnelli, Tony Bennett, Luna, Bill Withers, Madeleine Peyroux, Louis Armstrong, Leonard Nimoy, Lena Horne, Engelbert Humperdinck, Iggy Pop, the Beautiful South, Tedeschi Trucks Band, Paolo Nutini, Harry Dean Stanton, Ryan Cook, Camille and Stuie, Joe Sample & Randy Crawford, Fred Neil, Crosby, Stills & Nash, Hugo Winterhalter, Crowded House, Roger Miller, Claudine Longet, the Seldom Scene, Ania Dąbrowska, Paul Jost, King Curtis, Johnny Mathis, John Holt, Kelvin Jones, Diana Krall, Simone, Suzanne, Charlie Byrd, Elephants Memory, Kamahl, K.G.B., Rita Pavone, Melissa Manchester, Marta Reeves, Mika, Flaming Lips, the Ventures, Vikki Carr, Zucchero, B.J. Thomas, Barry McGuire, John Rowles, Val Doonican, Vera Lynn, Gary McFarland, Vince Gill, Matt Montro, Freddy Cole, Four Tops, Ernest Ranglin, Michelle Nicolle, Moose, Noel Harrison, Plastic Bamd, Spanky & Our Gang, the Bachelors, Zé Ramalho o Roberto Carlos
Además de en Midnight Cowboy, la canción fue incluida posteriormente en otras bandas sonoras. En 1994 apareció en la selección de canciones que formaron la banda sonora de la película Forrest Gump, cuyo álbum llegando a alcanzar los doce millones de copias vendidas. En 2006, fue incluido en la banda sonora de la comedia de Sacha Baron Cohen, Borat. Aparece también en un buen número de series de televisión como The Hangover, My Name Is Earl y Black Books, entre otras.

## Letra
Everybody's talking at me
 I don't hear a word they're saying
 Only the echoes of my mind
People stopping, staring
 I can't see their faces
 Only the shadows of their eyes
I'm going where the sun keeps shining
 Through the pouring rain
 Going where the weather suits my clothes
Banking off of the northeast winds
 Sailing on a summer breeze
 And skipping over the ocean like a stone
Wah, wah wah-wah wah
 Wah-wah wah-wah, wah wah-wah
 Wahhh
I'm going where the sun keeps shining
 Through the pouring rain
 Going where the weather suits my clothes
Banking off of the northeast winds
 Sailing on a summer breeze
 And skipping over the ocean like a stone
Everybody's talking at me
 Can't hear a word they're saying
 Only the echoes of my mind
I won't let you leave my love behind
 No, I won't let you leave
 Wah, wah
 I won't let you leave my love behind.